# Esther Povitsky

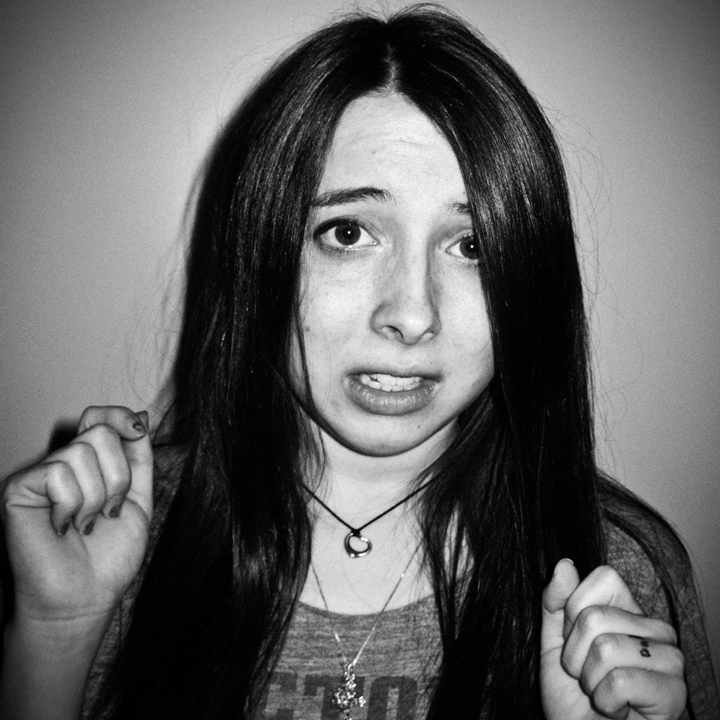
Esther Povitsky (2012)

Esther Povitsky (geboren am 2. März 1988 in Chicago), manchmal auch unter dem Künstlernamen Little Esther bekannt, ist eine amerikanische Schauspielerin und Komikerin. Sie ist Mitschöpferin und Hauptdarstellerin der Comedyserie Alone Together (2018–2019) und tritt seit 2019 als Izzy in der Hulu-Serie Dollface auf. Ihr erstes Comedy-Special Hot for My Name wurde am 17. Juli 2020 bei Comedy Central ausgestrahlt.

## Leben

### Kindheit und Ausbildung
Povitsky wurde in Chicago, Illinois, geboren. Ihr Vater ist russisch-jüdischer Abstammung und ihre Mutter ist Christin finnischer Abstammung. Povitsky wuchs in dem Chicagoer Vorort Skokie auf. Sie schloss 2006 die Niles North High School ab.
Nach der High School besuchte Povitsky drei Jahre lang die University of Illinois at Urbana-Champaign, bevor sie die Universität abbrach, um eine Karriere als Stand-up-Comedian und Schauspielerin einzuschlagen. „Ich war wirklich unglücklich an meiner Uni“, erinnert sich Povitsky. „Viele Leute waren in Studentenverbindungen, und viele Leute tranken die ganze Zeit, und ich mochte beides nicht, also fühlte ich mich wirklich nicht dazugehörig.“ Danach studierte sie Comedy am iO Theater und an der Second City in Chicago, bevor sie nach Los Angeles zog, wo sie bei den Groundlings Unterricht nahm. In Los Angeles trat Povitsky regelmäßig im Comedy Store, The Ice House und The Improv auf.

### Karriere
Povitsky spielte zwischen 2016 und 2019 die Rolle der Maya in der Serie Crazy Ex-Girlfriend. Weitere Auftritte hatte sie bei Brooklyn Nine-Nine, Love und Parks and Recreation. Povitsky war auch über mehrere Runden in der neunten Staffel von Last Comic Standing zu sehen.
2012 lehnte Povitsky ein Angebot von MTV ab, eine Reality-Show zu machen, die auf ihrem Leben als Komikerin basiert, weil sie das Gefühl hatte, die Serie sei zu invasiv.
Weiterhin ist sie als Podcasterin aktiv.
Im Jahr 2015 spielte Povitsky die Hauptrolle im Kurzfilm Alone Together, zu dem sie auch das Drehbuch schrieb und ihn produzierte. Der Kurzfilm wurde später zu einem Pilotfilm für den US-Sender Freeform adaptiert, der von The Lonely Island produziert wurde. Im Dezember 2016 wurde die Produktion einer Serie, basierend auf dem Pilotfilm, angekündigt. Im Oktober 2017 erneuerte Freeform die Serie vor ihrem Debüt im Januar 2018 für eine zweite Staffel. Nach der zweiten Staffel im Jahr 2019 wurde die Serie abgesetzt.
Am 17. Juli 2020 wurde Povitskys erstes Comedy-Special Hot for My Name von Comedy Central veröffentlicht.

## Filmografie (Auswahl)

### Filme
- 2008: The Express (The Express: The Ernie Davis Story)
- 2010: April (Kurzfilm)
- 2011: All in All (Kurzfilm)
- 2011: The Eater (Kurzfilm)
- 2014: My Daughter’s Boyfriend (Kurzfilm)
- 2015: Alone Together (Kurzfilm)
- 2015: What a Nice Party (Kurzfilm)
- 2016: Worst Birthday (Kurzfilm)
- 2018: The Story of Our Times (Fernsehfilm)
- 2018: Dude
- 2021: Mark, Mary & Some Other People
- 2021: Nicht schon wieder allein zu Haus (Home Sweet Home Alone)
- 2024: Drugstore June

### Fernsehserien
- 2010–2011: Jimmy Kimmel Live! (3 Folgen)
- 2011: New Girl (Folge 1x07)
- 2012: Daddy Knows Best (Webserie, Folge 1x07)
- 2013: Parks and Recreation (Folge 5x21)
- 2013: Brody Stevens: Enjoy It! (3 Folgen)
- 2013: Adam DeVine’s House Party (Folge 1x08)
- 2014: Talking Marriage with Ryan Bailey (Webserie, Folge 2x04)
- 2014: Esther with Hot Chicks (Webserie, 3 Folgen)
- 2014: Pound House (2 Folgen)
- 2014: Hope & Randy (6 Folgen)
- 2014: Key & Peele (Folge 4x01)
- 2014: Six Guys One Car (2 Folgen)
- 2015: Difficult People (Folge 1x05)
- 2015: Candidly Nicole (Folge 2x05)
- 2015–2017: Cocktales with Little Esther (Webserie, 11 Folgen)
- 2015–2016: @midnight (3 Folgen)
- 2016: Workaholics (Folge 6x03)
- 2016: Lady Dynamite (Folge 1x06)
- 2016: The Amazing Gayl Pile (3 Folgen)
- 2016: Brooklyn Nine-Nine (Folge 4x02)
- 2016–2017: Rachel Dratch's Late Night Snack (14 Folgen)
- 2016: Not Safe with Nikki Glaser (Folge 1x03)
- 2017: City Girl (Webserie, 4 Folgen)
- 2016–2018: Love (3 Folgen)
- 2016–2019: Crazy Ex-Girlfriend (19 Folgen)
- 2018: Alone Together (20 Folgen, zusätzlich Mitschöpferin, Executive Producer)
- 2019: Shrill (Folge 1x03)
- 2019–2022: Dollface (20 Folgen)
- 2021: iCarly (Folge 1x10)
- 2022: Reboot (Folge 1x5)

### Comedy Specials
- 2020: Hot for My Name (für Comedy Central)